# Santuario di Nostra Signora di Lampedusa
Il santuario di Nostra Signora di Lampedusa è un luogo di culto cattolico situato nel comune di Castellaro, in provincia di Imperia. Il santuario, facente parte della diocesi di Ventimiglia-San Remo, è posto ad un'altitudine di 370 metri e dista dal centro urbano di Castellaro circa un chilometro. La principale festività si celebra la domenica che segue l'8 settembre (festa della Natività di Maria).

## Storia

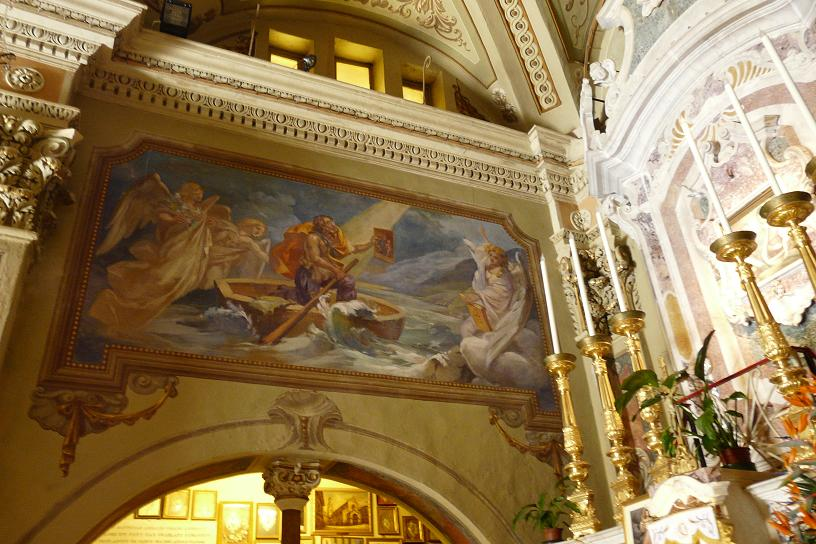
La raffigurazione del viaggio di Andrea Anfosso.

La nascita del santuario è legata ad una storia popolare e in particolare nella figura di un abitante dell'allora borgo di Castellaro. Si narra infatti che il paesano Andrea Anfosso - soprannominato "Gagliardo" - fu, secondo una versione, nel 1561 fatto prigioniero dai pirati turchi che in quella data assaltarono il paese; un'altra versione vede invece il protagonista cadere in mano dei saraceni mentre dà loro la caccia in mare.
Fatto schiavo dai pirati e caricato su una nave turca fece quindi scalo nell'isola di Lampedusa e, per approvvigionare di legname la nave, il castellarese Andrea Anfosso venne mandato nei boschi dell'isola ed è lì che, in mezzo ad un'abbagliante luce, ritrovò in una nicchia una tela ritraente la Vergine Maria. Prospettando la fuga dalla prigionia, ricavò da un tronco una rudimentale imbarcazione e dalla tela mariana una vela per affrontare il mare aperto e fare ritorno nella terra natia; la leggenda asserisce che l'Anfosso giunse sulle coste liguri - nei pressi di Arma, frazione odierna di Taggia - e quindi a Castellaro nel 1602. Qui il paesano fece voto di erigere un santuario, per ringraziare la Madonna del pericoloso viaggio, nella località denominata Costaventosa. Nel 1619 terminarono i lavori per l'edificazione del santuario mariano ad opera degli abitanti castellaresi. La solenne incoronazione avvenne nel 1845. La struttura subì diversi danni e soprattutto l'ingente perdita di vite umane, 47 persone, durante la celebrazione del Mercoledì delle ceneri il 23 febbraio 1887 nel terremoto di Diano Marina; la scossa tellurica provocò infatti la caduta improvvisa del tetto che piombò sui fedeli partecipanti alla celebrazione religiosa.

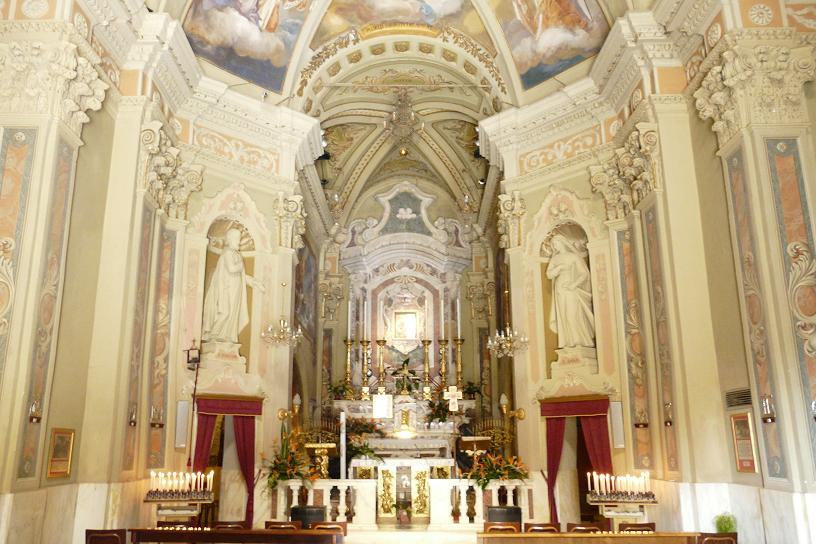
Interno del santuario.

Alla Madonna di Lampedusa vengono attribuiti, secondo il credo religioso, alcuni avvenimenti miracolosi quali guarigioni, cessazione di calamità naturali come la siccità, e persino la cacciata dei branchi di lupi affamati dal borgo di Castellaro.

## Struttura
Il santuario presenta una pianta a forma circolare e presenta nel totale un altare maggiore e due altari laterali; sopra al maggiore è collocata l'ancóna in marmo racchiudente la celebre tela ritraente la Madonna col Bambino e santa Caterina d'Alessandria. I due altari laterali sono invece intitolati a sant'Egidio e a san Francesco d'Assisi.
Negli angoli della chiesa trovano invece spazio quattro statue marmoree raffiguranti i santi Anna e Gioacchino, Giuseppe e Giovanni Evangelista. L'adiacente campanile e l'antistante porticato sono stati aggiunti nel XIX secolo. Sopra la porta centrale è presente un affresco raffigurante la navigazione dell'Anfossi e, ai lati, due iscrizioni dell'evento in lingua latina e in lingua italiana.